# RAK Airways
RAK Airways (arabisch طيران رأس الخيمة Tayarān Raʾs al-Chaima, DMG Ṭayarān Raʾs al-Ḫayma) war die Fluggesellschaft des Emirats Ra’s al-Chaima der Vereinigten Arabischen Emirate mit Basis auf dem Flughafen Ra’s al-Chaima.

## Geschichte
RAK Airways wurde im Februar 2006 gegründet und flog zunächst Beirut, Colombo, Sofia, Dhaka, Kozhikode und Chittagong an. Ende 2008 stellte man den Linienflugbetrieb ein und flog danach nur noch Charter. 2010 erfolgte ein Wechsel des Managements, seitdem bot die Gesellschaft auch wieder Linienflüge an.
Am 31. Dezember 2013 gab RAK Airways ihre sofortige einstweilige Betriebseinstellung aus wirtschaftlichen Erwägungen bekannt.

## Flugziele
RAK Airways bediente von ihrer Heimatbasis, dem Flughafen Ra’s al-Chaima, im Linienverkehr hauptsächlich Ziele im Nahen Osten und Asien. Diese waren Kairo, Chittagong, Dhaka, Kozhikode, Doha, Lahore, Peschawar, Dschidda und Bangkok. Nahegelegene Ziele wie das benachbarte Dubai wurden zusätzlich mit Reisebussen bedient. Zudem wurden im Charterverkehr auch Ziele in Deutschland, darunter Hamburg angeflogen.

## Flotte
Mit Stand November 2013 bestand die Flotte der RAK Airways aus drei Flugzeugen mit einem Durchschnittsalter von 6,8 Jahren:
- 3 Airbus A320-200 (1 betrieben durch BH Air)